# (200421) 2000 SW217
(200421) 2000 SW217 es un asteroide perteneciente al cinturón de asteroides, región del sistema solar que se encuentra entre las órbitas de Marte y Júpiter, descubierto el 26 de septiembre de 2000 por el equipo del Lincoln Near-Earth Asteroid Research desde el Laboratorio Lincoln, Socorro, Nuevo México, Estados Unidos.

## Designación y nombre
Designado provisionalmente como 2000 SW217. 

## Características orbitales
2000 SW217 está situado a una distancia media del Sol de 2,428 ua, pudiendo alejarse hasta 3,139 ua y acercarse hasta 1,717 ua. Su excentricidad es 0,292 y la inclinación orbital 22,32 grados. Emplea 1382,12 días en completar una órbita alrededor del Sol.

## Características físicas
La magnitud absoluta de 2000 SW217 es 16. 